# ロストオデッセイ
『ロストオデッセイ』（Lost Odyssey）は、マイクロソフトより発売されたXbox 360用ゲームソフト。Xbox One、Xbox Series X/Sでの上位互換対応タイトル。

## 概要
ミストウォーカーの坂口博信が製作総指揮を務めたRPG。音楽は植松伸夫、キャラクターデザインには井上雄彦、『千年の夢』の小説には重松清などを起用した。
キャラクターの音声言語はオプションで日本語と英語を切り替えることができる。ただしリップシンクは英語のものに合わせられている。
Xbox LIVEのダウンロードコンテンツでアイテムやダンジョンなどをダウンロードすることができる。

## ゲーム内容

### ワールドマップ
ワールドマップに表示された地名を選ぶことによって移動する。乗物に乗っている場合は、3Dで表示されたフィールドを乗物を操作して移動する。

### フィールドマップ
フィールドは3Dで描かれ、キャラクターの移動と共にカメラアングルが変化する。通常移動は走りで、Bボタンを押している間は歩きに、Xボタンを押している間は通常の走りより早くなる。右スティックで若干の視点移動、右トリガーで視点を拡大することができる。画面右上には簡易ナビゲーションマップが表示され、BACKボタンで拡大/縮小、表示のON/OFFができる。

### 千年の夢
カイムの夢に現れる千年の記憶を描いた短編小説形式のサブシナリオで、サウンドノベル風に文字ベースで展開される。最初の夢はイベントによって発生し、その後イベントや特定の条件を満たすことで1つずつ開放されていく。内容は基本的に1話完結で本編とは関わりがないが、本編を理解する上で読んでおく必要があるストーリーも存在する。なお、1度見た夢はタイトル画面や宿屋に泊まることでいつでも視聴できる。

### 戦闘
ランダムエンカウントにより戦闘画面に切り替わる。戦闘はターン制によるコマンド式。ターンの始めに各キャラクターの行動を選び、行動順に従って各キャラクターが行動していく。行動順は攻撃速度や詠唱速度が影響するが、基本的に「防御」→「アイテム」→「たたかう」→「スキル・魔法」の順で行動する。魔法を詠唱しているキャラクター・敵が通常攻撃を受けると詠唱時間が延長され、場合によっては次のターンに持ち越しになってしまう。

### 壁システム
戦闘中のキャラクターの並びには前衛と後衛があり、戦闘開始時の前衛のHPの合計値によってGC（ガードコンディション）ポイントとGCレベルが設定される。GCレベルが高いほど後衛の受けるダメージが減少する。GCポイントは前衛がダメージを受け、HPが減ることによって減少する。壁システムは敵にも存在する。

### エイムリングシステム
キャラクターが装備したリング（指輪）の効果を発揮させるシステム。「たたかう」を選び、行動が開始されると画面上部にカウントが表示され、敵に内円と外円のエイムリングが表示される。Rトリガーを引きっぱなしにすることによって外円が縮小していき、内円と合う位置でトリガーを離すと攻撃にリングの効果が上乗せされる。タイミングにより「Perfect」・「Good」・「Bad」の3段階に効果が分れ、「Perfect」の場合は最も効果が発揮し、「Bad」の場合は効果が出ない。カウントが0になっても「Bad」になる。

### 属性
属性には「火」・「水」・「土」・「風」の4種類があり、以下のような相性関係がある。
- 「火」は「水」に弱い。
- 「水」は「土」に弱い。
- 「土」は「風」に弱い。
- 「風」は「火」に弱い。

### 戦闘不能
キャラクターはHPが0になると戦闘不能状態になるが、不死者は数ターンが経過すると自動で復活する。通常者と一緒で、アイテムや魔法で復活させることもできる。戦闘に出ているキャラクター全員が戦闘不能になるとゲームオーバーになる。ゲームオーバーになると「ゲームを終了する」と「リトライ」が選択できる。「リトライ」を選ぶと、戦闘前のチェックポイントから再開することができる。

### 成長
戦闘に勝利すると経験値、SP（スキルポイント）、GOLD（お金）、場合によってはアイテムが獲得でき、経験値が100になるとLV（レベル）が上がる。敵とのLV差が大きいほど多くの経験値を得られ、LV差がなくなると1しか得られなくなる。

### 魔法
魔法には「白魔法」・「黒魔法」・「呪術」・「合成魔法」の4種類があり、魔法のランクによってLVが設定されている。対応する魔法スキルを覚え、対応する魔法を店で購入したり、各地で入手すると使用可能になる。
白魔法
主にHPや状態異常の回復、キャラクターを強化する魔法。
黒魔法
主にHPにダメージを与えたり、敵を状態異常にする魔法。
呪術
主にキャラクターの強化、敵を状態異常にする魔法。
合成魔法
主に敵や味方全体に効果のある魔法。

### スキル
「ぬすむ」や「レベル1白魔法」など、様々なスキルが存在する。通常者はスキルを覚えるだけで使用できるが、不死者は覚えたスキルをスロットに装備することによって使用する。スロットはアイテムで増やすことができる。アクセサリーの装備中も、そのアクセサリーのスキルが発揮される。
通常者
通常者はLVが上がることによってスキルを覚える。
不死者
不死者は戦闘に参加する通常者のスキルにリンクし、SPを得ることによってそのスキルを獲得する。またアクセサリーの装備中にSPを得ることによってもスキルを覚える。

## ストーリー
30年前突如世界に満ち始めた「魔導力」により、目覚しい発達を遂げ魔導産業革命を迎えた世界。ウーラ国の領土であるウォール高原を狙い、カント国が攻め込んだことによって始まった戦争は最終局面を迎えていた。ところが戦いの最中、小惑星が高原に落下、両国の兵士がほとんど死亡する中、落下地点にいたにもかかわらず、無傷で生き残ったウーラ王国軍の将校・カイム・アラゴナーは、国の宮廷魔術師・ガンガラの依頼で、小惑星が落下した原因とされる暴走したグランドスタッフの調査に向かうことになる。

## キャラクター
※声は、日本語版のもの。
カイム・アラゴナー（声：豊川悦司）
本作の主人公。1000年を生きる不死者の男性。外見年齢は30歳前後。過去の記憶を失っており、何故自分が不死者なのか分からない。現在はウーラ王国軍に所属する傭兵で、階級は少尉。冷淡で朴念仁だが、本当は心優しい性格。
ガンガラからの依頼を受けてセス、ヤンセンと共に暴走したグランドスタッフの調査に向かうことになり、そこから彼の物語は大きく動き出すことになる。
セス・バルモア（声：久世星佳）
カイムと同じくウーラ王国軍に所属する女性剣士で、1000年を生きる不死者の1人。外見年齢は20代半ば。過去に高名な海賊として有名だったらしいが、彼女もまた記憶を失っており、そのことを全く覚えていない。今までは、大自然の中で暮らしていた。男勝りで親分肌だが根は繊細。
ガンガラからの依頼を受けてグランドスタッフ調査隊のメンバーに抜擢されるが、ガンガラは元海賊である彼女のことを信用しておらず、監視役の命を受けたヤンセンによって、常に見張られている。
ミン・ヌマラ（声：奥貫薫）
「千年女王」と呼ばれているヌマラ王国を収める統治者の女性で、1000年を生きる不死者の1人。外見年齢は20代後半。強大な魔力を持ち、その名の通り理想郷を作るべく、1000年に渡ってヌマラ王国を治めてきたが、忽然と記憶を失っており、何故自分が女王なのかさえ理解していない。争いごとを嫌い、誠実で潔癖な性格だが、時に芯の強さを見せる。
立場上は女王の身分ではあるのだが発言力は皆無であり、実際の権力は騎士団長であるカカナスに全て握られてしまっており、カカナスが言う所の「お飾り」に成り果ててしまっている。
サラ・シスラート（声：上原多香子）
強大な魔力を持った女魔導士で、1000年を生きる不死者の1人。外見年齢は20代前半。ある事故がトラウマとなって記憶を失い、周囲の誰も寄せ付けずに心を完全に閉ざしてしまっていたが、カイム達との出会いを機に、転機が訪れる。勉強家かつ真面目で、強い慈愛と責任感を持つ。カイムとは、ある関係がある。
ヤンセン・フリート（声：豊原功補）
ガンガラに雇われた魔導士の男性。27歳。金と酒、女に目が無い相当なプレイボーイだが、魔導士としての実力は優秀。セスのことを信用できないという理由から、彼女の監査役としてグランドスタッフ調査隊のメンバーに抜擢されることになった。いい加減に見えて、意外と思慮深く計算高い面もある。
クック（声：YUKO（FLIP-FLAP））
ヌマラ王国のゴーストタウンに住む10歳の少女で、マックの双子の姉。白魔法の使い手。男勝りで強気な性格。父親を病で亡くしており、同じく病に伏せる母・リルムの面倒を見ながら静かに暮らしている。彼女とマックとの出会いが、カイムの運命を大きく変えることになる。
マック（声：AIKO（FLIP-FLAP））
ヌマラ王国のゴーストタウンに住む10歳の少年で、クックの双子の弟。円盤を使った格闘術を用いて闘う。また、ある事件をきっかけに東方の呪術の力に目覚める。姉とは反対に、とても気弱な性格だが、意志は強く優しい。
リルム（声：島本須美）
クックとマックの母親。夫とは数年前に死別し、現在は自身も病に伏せている。
セド（声：秋元羊介）
セスの息子だが、不死者ではない。年齢は60歳以上。潜水艦ノーチラス号の船長。かつて義賊として活動しており、「海賊王」と呼ばれていた。父親は自身の物心が付く前に他界。武器は銃。自然をこよなく愛し、正義感が強い。
トルタン（声：堀川りょう）
ウーラ王家の末裔の男性。年齢は、20代半ば。父親であるウーラ国王の変死と王国が評議会による協和政権になったことで権力を剥奪され、現在ではミン同様「お飾り」でしかない。気弱で不甲斐無い性格だが、剣術には長けているためそれなりの実力があり、内心では強い男になりたいと願っている。評議会に快く思われていないガンガラの数少ない理解者の1人で、彼もまた自身に絶大な忠誠を誓っている。
ガンガラ（声：壤晴彦）
ウーラ王国の宮廷魔術師を務める中年男性。グランドスタッフ建造の最高責任者であったが、グランドスタッフ暴走の責任を問われて謹慎処分を受けてしまう。その汚名を払拭すべく、カイムにグランドスタッフの調査を依頼するのだが、実は自身の野望を果たす為だった。
ロクシアン（声：麦人）
ウーラ王国評議会のメンバーの老人。共和制となったウーラ王国において王家の血を引くトルタンに権力が無い現状では、実質的にウーラ王国の統治者となっている。
カカナス（声：石井康嗣）
ヌマラ王国軍の騎士団長を務める初老の男性で、熱血漢。「お飾り」のミンの代わりに事実上王国の全権を握っている。
ゴッツァ王（声：大塚周夫）
北の魔導産業都市・ゴッツァの国王。20歳の頃、放浪の旅の中でカイムとサラに出会っている。

## 用語
魔導力
30年前に突如世界に溢れ出した力。これによって、世界は目覚しい発達を遂げ魔導産業革命を迎えた。
グランドスタッフ
強大な魔導力を誇る建物。建造の最高責任者はガンガラ。物語はこの建物の暴走事件から始まる。
不死者
1000年前に突如現れた不老不死の身体を持つ者。作中では、カイムを含む5人が登場する。不老不死の原因など詳細は不明だが、物語が進むにつれて次第に明らかにされていく。なお、不死者も子孫を残すことは可能だが、子孫に不老不死は遺伝しない。
ヌマラ王国
千年女王と呼ばれるミンが永きに渡り統治してきた、世界の南に位置する海洋国家。広大な大洋に囲まれ、鎖国政策により孤独の平和を謳歌していた。一時はまさにミンの理想が具現化された国家と言えたが、ある事件をきっかけに政治が乱れ、現在は国情が不安定になっている。
ウーラ王国
代々の王家が君臨し、繁栄を極めてきた王国であったが、第44代の王であるジーハが共和制への移行を宣言、その後は選挙で選ばれた評議会議員が政治を担うこととなる。現在、評議会議員の一人であり、最高の魔導士であるガンガラを責任者として、巨大魔導機関グランドスタッフを建造中。

## 開発
本作は約3年半の歳月をかけて完成したと坂口博信は語っているが、途中で開発チームが崩壊する危機もあったという。後にフィールプラスの中里英一郎も、本作の成功と反省点について、講演で語っている。
キャラクターの3Dモデリングは眉毛などの細かい部分まで全て井上雄彦がチェックしている。

### 主なスタッフ
- 坂口博信 - 総指揮・プロデューサー・シナリオ（ゲーム本編）・ゲームデザイン
- 植松伸夫 - 音楽
- 井上雄彦 - メインキャラクターデザイン
- 重松清 - 千年の夢
- 本広克行 - オープニングムービー
- 皆葉英夫 - コンセプトアート
- Christian Lorenz Scheurer - コンセプトアート
- Eric Feng - コンセプトアート

## 評価
国内では約11万本の売上を記録している。
ファミ通アワード 2007では優秀賞を受賞した。

## 関連商品
Xbox 360 ロストオデッセイ本体セット
日本のセブン-イレブン限定で発売された、Xbox 360 バリューセットと本作のセット。2007年12月6日発売。
永遠を旅する者 ロストオデッセイ 千年の夢
講談社より発売された本（ハードカバー）。本作の「千年の夢」が収録されている。ゲームに先駆けて2007年11月20日に発売。
ISBN 978-4-06-214370-7
ロストオデッセイ オリジナル・サウンドトラック
アニプレックスより発売された本作のサウンドトラック。CD2枚組み。ケースなどが異なる初回限定版も発売された。2008年1月23日発売。

## 備考
- 2006年11月には『ロストオデッセイ Playable Demo Disc』というXbox 360用の体験版ディスクがファミ通2006/11/17増刊号に添付された。オープニングシーンを遊ぶことができる。
- プロモーションが盛んに行われた。国内では、2006年11月に日本テレビ系列にて『1000年クッキング ロストオデッセイの作り方』という30分番組が放送され、坂口博信他が出演した。また、SWITCHとのコラボレーションによるウェブサイトがMSN上で「Lost Odyssey × SWITCH on MSN」[6]として展開された。香港では、本作とのタイアップ商品がモスバーガーで発売された。
- DVD-ROM4枚組の構成になっており、日本、およびアジア版では内部に2つの収納トレイが付いた特殊仕様ケースになっているが、北米版ではDVD-ROMを固定する1つの爪に3枚のDVD-ROMが入っており、残る1枚のDVD-ROMは紙の袋に入っている。